# Pollença
Pollença is een gemeente in de Spaanse provincie en regio Balearen met een oppervlakte van 152 km². Pollença heeft 16.222 inwoners (1 januari 2016). De gemeente ligt op het eiland Mallorca.
Deze weinig toeristische provinciestad ligt met het strand in de rug naar het donkere gebergte van de Tenelles toegewend. Inwoners uit Alcudia, die in de 14e eeuw voor de voortdurende overvallen van de piraten landinwaarts waren gevlucht, gaven de stad de naam van de oude Romeinse nederzetting Pollentia. Die bevond zich op de plek waar nu het huidige Alcudia ligt. Zoals Pollença er nu uitziet, stamt de stad uit de 16de eeuw. In 1552 werd Pollença namelijk door piraten volledig in de as gelegd. Meteen begon men met de wederopbouw. Kenmerkend voor de stad zijn de smalle, kronkelige straatjes, die aan een Moorse medina doen denken. Ook de kerken maken een bescheiden indruk, zoals de bijna sobere, in 1236 gewijde parochiekerk Santa Maria de los Ángeles, die in de huidige vorm uit de 18de eeuw stamt, en de oude jezuïetenkerk Montesión van 1697, naast het stadhuis. De stad is gelegen aan een heuvel, de Puigde Calvari, van 170 m hoogte. Achter de Plaça Major ligt de uit 365 treden bestaande steile trap die naar de top voert. Boven op de top, naast de kleine romaans gotische kapel, overziet u niet alleen de stad, maar ook het weelderige parklandschap aan de overzijde van de Torrent Sant Jordi. Over de drooggevallen, vroeger met snelstromend water gevulde bergbeek welft de Romeinse brug uit de Klassieke Oudheid, de enige overgebleven getuige van de Romeinse tijd in deze streek.
De concerten tijdens de internationale muziekweken in de kruisgang van het voormalige dominicaner klooster Santo Domingo spelen een uiterst belangrijke rol. In deze periode van eind augustus tot begin september is Pollença een trekpleister, zowel voor toehoorders en uitvoerenden, als voor buitenlandse investeerders. Menigeen verwierf in de huerta een sprookjesachtig mooie finca met een oud huis en een nieuw zwembad. Een columnist schreef met het oog op het maatschappelijke leven op Mallorca al rond de eeuwwisseling: 'De mensen van smaak gaan naar Pollença. Of ze gaan naar Port de Pollença, het 5 km verder in de richting van de zee gelegen vakantieoord. De vissershaven heeft zijn betekenis verloren; de jachthaven is klein en geldt als exclusief. Het gebied biedt weergaloze mogelijkheden om te zeilen.
In Pollença werd de dichter Miquel Costa i Llobera geboren, rustte Winston Churchill uit, vond Agatha Christie inspiratie, en bracht Peter Ustinov samen met andere kunstenaars de zomers door.

## Demografische ontwikkeling
Bron: INE; 1857-2011: volkstellingen
Alaró · Alcúdia · Algaida · Andratx · Ariany · Artà · Banyalbufar · Binissalem · Búger · Bunyola · Calvià · Campanet · Campos · Capdepera · Consell · Costitx · Deià · Escorca · Esporles · Estellencs · Felanitx · Fornalutx · Inca · Lloret de Vistalegre · Lloseta · Llubí · Llucmajor · Manacor · Mancor de la Vall · Maria de la Salut · Marratxí · Montuïri · Muro · Palma · Petra · Pollença · Porreres · Puigpunyent · Sa Pobla · Sant Joan · Sant Llorenç des Cardassar · Santa Eugènia · Santa Margalida · Santa María del Camí · Santanyí · Selva · Sencelles · Ses Salines · Sineu · Sóller · Son Servera · Valldemossa · Vilafranca de Bonany